# Ingo Wittenborn
Ingo Wittenborn (Bielefeld, 30 de setembro de 1964) é um ex-ciclista alemão que representou a Alemanha Ocidental nos Jogos Olímpicos de Verão de 1984 na prova de perseguição por equipes (4 000 m).